# ليون بابتيست
ليون بابتيست (بالإنجليزية: Leon Baptiste)‏ هو منافس ألعاب قوى بريطاني، ولد في 23 مايو 1985.

## وصلات خارجية
- ليون بابتيست على موقع الاتحاد الدولي لألعاب القوى (الإنجليزية)
- ليون بابتيست على موقع ThePowerOf10.info (الإنجليزية)
- ليون بابتيست على موقع الدوري الماسي (الإنجليزية)
- ليون بابتيست على موقع اتحاد ألعاب الكومنولث (مؤرشف) (الإنجليزية)